# Dušan Kanazir
Dušan Kanazir (serbisch-kyrillisch Душан Каназир; * 28. Juni 1921 in Mošorin bei Titel, Vojvodina, Königreich der Serben, Kroaten und Slowenen; † 19. September 2009 in Belgrad) war ein jugoslawischer Biochemiker und serbischer Politiker.
Dušan Kanazir studierte Medizin in Paris und Belgrad und promovierte an der Université Libre de Bruxelles. Ab 1956 war er Leiter des Labors für Molekularbiologie und Endokrinologie am Institut für Nuklearwissenschaften „Vinča“. Seit 1968 lehrte er als ordentlicher Professor an der mathematisch-naturwissenschaftlichen Fakultät der Universität Belgrad.
Seit 1968 war er Mitglied der Serbischen Akademie der Wissenschaften und Künste, in den Jahren 1981 bis 1994 deren Präsident. Er war auch Mitglied der Jugoslawischen Akademie der Wissenschaften und Künste, der Bosnisch-Herzegowinischen Akademie der Wissenschaften und Künste, der Kosovarischen Akademie der Wissenschaften und Künste, der Akademie von Athen und der Nationalen Akademie der Wissenschaften von Indien. Er erhielt zahlreiche Auszeichnungen.
In den Jahren 1996 bis 1998 war er serbischer Minister für Wissenschaft und Technologie in der Regierung von Mirko Marjanović. Er gehörte der Sozialistischen Partei Serbiens an.

## Werke
- Molekularna biologija, psiha i rak (Molekularbiologie, Psyche und Krebs), 1993 (ISBN 86-81125-31-1)
- Molekularni mehanizmi stresom indukovanih oboljenja kardiovaskularnog sistema (Molekulare Mechanismen stressbedingter kardiovaskulärer Erkrankungen), 2004 (ISBN 86-7025-362-3)